# Distrikt Colquioc
Der Distrikt Colquioc liegt in der Provinz Bolognesi in der Region Ancash in West-Peru. Der Distrikt wurde am gegründet. Die Distriktfläche beträgt 305 km². Beim Zensus 2017 wurden 2464 Einwohner gezählt. Im Jahr 1993 lag die Einwohnerzahl bei 1759, im Jahr 2007 bei 3078. Die Distriktverwaltung befindet sich in der 3078 m hoch gelegenen Kleinstadt Chasquitambo mit 1741 Einwohnern (Stand 2017). Chasquitambo befindet sich  km westlich der Provinzhauptstadt Chiquián.

## Geographische Lage
Der Distrikt Colquioc liegt am Westrand der peruanischen Westkordillere im äußersten Westen der Provinz Bolognesi. Der Río Fortaleza sowie dessen linker Nebenfluss Río Purisima durchfließen den Distrikt in südwestlicher Richtung.
Der Distrikt Colquioc grenzt im Südwesten an den Distrikt Paramonga (Provinz Barranca), im Westen an den Distrikt Huarmey (Provinz Huarmey), im Norden an den Distrikt Pararín (ebenfalls in der Provinz Huarmey), im Nordosten an die Distrikte Antonio Raymondi und Huayllapampa, im Südosten an den Distrikt Congas sowie im Süden an den Distrikt Copa (beide in der Provinz Ocros).